# Église San Giovanni Battista in Prati
Pour les articles homonymes, voir Église San Giovanni Battista.
L'église San Giovanni Battista in Prati (en français : église  Saint-Jean-Baptiste-à-Prati) est une église romaine située dans le quartier Prati sur la viale Giulio Cesare et dédiée à saint Jean le Baptiste.

## Architecture et décoration
L'église, à portail unique, est constituée de trois nefs richement décorées et peintes, séparées par des pilastres.